# AZKi
AZKi（あずき）は、日本のバーチャルYouTuber、歌手（バーチャルシンガー）。ホロライブプロダクション所属の「ホロライブ0期生」。

## 概要
誕生日は7月1日。身長158センチ。血液型はA型。愛称は「あずきち」「あずちゃん」。
音楽とインターネットが好きな永遠の18歳。ファンネームは「開拓者」。音楽以外の特技は料理。好きなものはシマエナガ、音楽、インターネット、自分の好きなものを頑張り続ける人、としている。バーチャル高円寺某所のマンションに在住しているという。AZKiという表記に込められた意図は、オリジナル楽曲「without U」の歌詞に示されている。
幼少期は声優に憧れていた。現在も演技をすることが好きで、それが歌の感情表現に繋がっているとのこと。憧れのアーティストは水樹奈々。また、デビュー時期が近い花譜への傾倒はファンの間でよく知られ、2021年（令和3年）6月に花譜の音楽ライブ「不可解弐REBUILDING」で共演を果たした。
活動初期よりコラボを重ねているときのそらとのユニット「SorAZ（ソラアズ）」は、ホロライブにおける音楽ユニットの原点とされる。カバー曲の投稿やオリジナルソングリリースなどを経て、2023年（令和5年）12月20日に2人が所属するビクターエンタテインメントからユニットとしてメジャーデビューした。

### 所属
ホロライブを運営するカバーに活動当初から所属し、2019年（平成31年）2月14日からバーチャルタレント支援プロジェクトupd8（アップデート）に参加していた。同年5月19日、ホロライブ内の独立音楽レーベル「イノナカミュージック」の始動に合わせ、星街すいせいと共に同レーベルに所属。星街は同年12月1日にホロライブに転籍し、以降イノナカミュージックの所属タレントはAZKiのみとなった。
2022年（令和4年）3月、イノナカミュージックの主宰者であり、デビュー以来AZKiのプロデュースを務めてきたツラニミズの退任に伴い同レーベルが活動終了。同年4月1日よりホロライブに移籍し、ホロライブ0期生という位置付けになった。2023年（令和5年）10月4日、ビクターエンタテインメントよりメジャーデビュー。2025年（令和7年）6月25日、ビクターを離れ、今後はまたホロライブ内レーベルで音楽活動を続けると発表した。

### メインビジュアルデザイン
デビュー時のメインビジュアルは「海外にも通用するバーチャルアーティスト」というコンセプトで、黒髪の長いツインテールと頬に施されたピンク色の菱形模様、露出の多い和風衣装が特徴で、CGクリエイターの加速サトウがデザインと3Dモデリングを兼任していた。
その後、2019年（令和元年）5月26日から焦茶、2021年（令和3年）2月23日から古弥月、2022年（令和4年）11月15日からスコッティによるデザインに変更されたが、3Dモデリングは一貫して加速サトウが担当している。現行のメインビジュアルは「少しだけ大人に近づいたAZKi」「アーティストなAZKi」というイメージで、小豆色（インナーカラーはピンク色）のロングヘアと、白を基調としたシックな衣装が特徴。

## 活動
音楽特化のバーチャルYouTuberとしてデビューし、歌配信やライブイベント出演のほか、自ら作詞・作曲を手掛けることもある。音楽を中心に活動してきたことから喋ることに苦手意識があり、元々ゲーム実況を始めとする動画配信活動は活発ではなかったが、新型コロナウイルス感染症の流行でライブイベントの開催などが難しくなったことを機に、家でできる動画配信活動にも力を入れるようになった。ホロライブ移籍後は所属タレント同士でのコラボ配信やゲーム大会企画などに積極的に参加するようになり、ゲーム配信の頻度を増やしている。
はまったものはとことんやり込むタイプで、2023年（令和5年）1月から始めた地理ゲーム「GeoGuessr」のゲーム実況では、好記録を連発して注目を集めた。同年9月時点で、日本では3人しかいないGeoGuessr公認プレイヤーの1人となっている。

### 評価
ツラニミズはAZKiの比類ない才能として、「感情で殴る」とも言えるほどの感情に訴えかけるような歌い方や、同じ曲が同じ曲に聞こえないパフォーマンス力を挙げている。
森朋之は2020年（令和2年）5月に、ポップとロックを両軸として活動を行うAZKiは、バーチャルシンガーというくくりに留まらず、J-POP・ロックシーンにもアピールできる可能性を十分に秘めていると評している。

## 略歴
- 2018年（平成30年）
  - 11月15日：「Virtual Diva AZKi」としてデビュー[5]。
  - 12月28日：1stオリジナル楽曲「Creating world」をリリース[28]。

- 2019年（平成31年・令和元年）
  - 1月31日：「リアルメランコリー」をリリース[29]。
  - 2月14日：upd8（アップデート）に参加[30][31]。
  - 2月25日：「フェリシア」をリリース[32]。
  - 2月28日：「I can’t control myself」をリリース[33]。
  - 3月25日：「ひかりのまち」をリリース[34]。
  - 3月29日：「Starry Regrets」をリリース[35]。
  - 4月30日：「Fake.Fake.Fake」、「いのち」をリリース。「Fake.Fake.Fake」のアートワークとMVでは湊あくあが起用された[36][37]。
  - 5月19日：初の単独ライブ「The Shitest Start」を開催[38]。また同日、ホロライブ内の音楽レーベル「イノナカミュージック」に所属変更[11]。
  - 5月31日：「シットデイズ」をリリース[39]。
  - 6月30日：「さよならヒーロー」、「from A to Z」をリリース。「from A to Z」は自身が初めて作詞を行った[40][41]。
  - 7月27日：2ndライブ「A GOODDAY TO DiE」を開催[42]。
  - 7月31日：「ERROR」をリリース[43]。
  - 9月22日：3rdライブ「レペゼンエンタス」を開催[44]。
  - 11月19日：1stアルバム「without U」を発売[45]。
  - 12月29日：4thライブ「REPEAT ThiS LiFE WiTH U」を開催[46]。

- 2020年（令和2年）
  - 3月15日：「mirror」をリリース[47]。
  - 3月18日：YouTubeチャンネルの登録者数が10万人を突破[48]。
  - 3月20日：「黒鉄の守り人」をリリース。本曲はゲーム『ジンキ・リザレクション』のエンディングテーマ[49]。
  - 7月25日：「AZKi 5th LIVE R.I.P AZHOOD」を配信限定で開催[50]。
  - 3月31日：「Eternity Bright」をリリース[51]。
  - 4月15日：「光」をリリース[52]。
  - 4月30日：「猫ならばいける」をリリース[53]。
  - 5月31日：「Intersection」をリリース[54]。
  - 6月20日：「Take me to Heaven」をリリース[55]。
  - 7月10日：「青い夢」をリリース[56]。
  - 12月1日：2ndアルバム「Re:Creating world」を発売[57][58]。
  - 12月6日：「AZKi 6th LiVE Re:Creating world」を配信限定で開催[57]。
  - 12月31日：参加していたupd8が終了[59]。

- 2021年（令和3年）
  - 4月11日：7thライブ「Stand at the crossroads」を無料で開催[60]。本ライブにて、元々は2022年（令和4年）7月で活動終了予定だったことが明かされた。しかし、「応援してくれる開拓者のみんなが繋ぎ止めてくれたおかげで、私たちは今日この場所から、既定路線の【ルートα】とは異なる新たな未来、【ルートβ】へ進みます」と語り、活動継続を宣言した[23]。
  - 8月14日：YouTubeチャンネルの登録者数が50万人を突破[61]。
  - 9月12日：8thライブ「Rewind & Reunion」を開催[62]。
  - 9月25日：「最強×最弱ガール」をリリース[63]。
  - 11月10日：「ナナワリエネミー」をリリース[64]。
  - 12月12日：「画面の中の君が好き」をリリース[65]。
  - 12月29日：「オーバーライト」をリリース[66]。

- 2022年（令和4年）
  - 4月1日：イノナカミュージックのプロジェクト終了に伴い、ホロライブに移籍[13][67]。
  - 7月4日：「afterglow」をリリース[68]。
  - 8月6日：「petrichor」をリリース[69]。
  - 9月25日：「canopus」をリリース[70]。
  - 10月30日：「equal」をリリース[71]。
  - 11月15日：「AZKi4周年記念グッズ」同梱EP「Pages」をリリース[72]。

- 2023年（令和5年）
  - 6月8日：「銀河と海路」（feat. 小岩井ことり）をリリース[73]。
  - 7月1日：自身のYouTubeチャンネルにて生誕ライブ「AZKi 5th Birthday Live "DESTiNATiON -ちいさな心が行く先-"」を開催[74]。同Live中に、未開拓の第3の道【ルートγ】として、ビクターエンタテインメントからのメジャーデビュー決定が発表された[75]。
  - 7月2日：「エンドロールは終わらない」をリリース[76]。
  - 9月28日：MAISONdesの楽曲「トウキョウ・シャンディ・ランデヴ」をリリース[77]。
  - 10月4日：メジャーデビューEP 「3枚目の地図」をリリース[78][79]。
  - 11月22日：TRUEの楽曲「Sincerely」をリリース[80]。
  - 12月20日：ときのそらと共に、「SorAZ（ソラアズ）」としてビクターエンタテインメントよりメジャーデビュー[81]。

- 2024年（令和6年）
  - 1月27日：SorAZ Major Debut Live「First Gravity」を開催[82][83]。
  - 3月20日：米津玄師の楽曲「海の幽霊」をリリース[84]。
  - 4月28日：YouTubeチャンネルの登録者数が100万人を突破[85]。
  - 4月30日：「いのち(2024 ver.)」をリリース[86]。
  - 5月29日：KOKIAの楽曲「ありがとう…」をリリース[87]。
  - 7月24日：アルバム「Route If」をリリース[88]。
  - 7月27日：アルバム「Route If」収録の「map in the cup」をリリース[89]。
  - 8月3日：メジャー1stアルバム「Route If」をひっさげ、Major Debut LiVE「声音エントロピー」を開催[90]。チケットは即完売し、急遽追加公演が決定。9月17・18日に豊洲PITにてのライブを行い同公演を終了した[91]。
  - 10月30日：やくしまるえつこメトロオーケストラの楽曲「少年よ我に帰れ」をリリース[92]。
  - 11月16日：「カゲロウノ調」をリリース[93]。
  - 12月25日：「夢屑ケーキ」をリリース[94]。

- 2025年（令和7年）
  - 6月25日：同日18時の配信にて、同日発売のLiVE BD「声音エントロピー」を最後にビクターエンタテインメントを離れ、今後は再びホロライブ内レーベルで音楽活動を続けることを発表。理由については方向性の違いとしている[15][95][96][97]。
  - 7月2日：「未来カンパネラ」をリリース[98]。
  - 11月5日：EP「Re:Start」、「Re:Birth」をリリース予定[99]。

## ディスコグラフィ

### AZKi

#### シングル
イノナカミュージック所属時代の一部楽曲は、曲調によってポップさと透明感のある「AZKi WHiTE」と攻撃的で疾走感のある「AZKi BLaCK」に分けられていた。
| 発売日                     | タイトル                         | 規格                 | 品番                 | 備考                                             | 動画                 | 出典                 |
| イノナカミュージック       | イノナカミュージック             | イノナカミュージック | イノナカミュージック | イノナカミュージック                             | イノナカミュージック | イノナカミュージック |
| -------------------------- | -------------------------------- | -------------------- | -------------------- | ------------------------------------------------ | -------------------- | -------------------- |
| 2018年12月28日             | Creating world                   | 音楽配信             |                      |                                                  | [ 動画 1 ]           | [ 28 ]               |
| 2019年1月31日              | リアルメランコリー               | 音楽配信             |                      |                                                  | [ 動画 2 ]           | [ 29 ]               |
| 2019年2月25日              | フェリシア                       | 音楽配信             |                      | AZKi WHiTE                                       | [ 動画 3 ]           | [ 32 ]               |
| 2019年2月28日              | I can’t control myself           | 音楽配信             |                      | AZKi BlaCK                                       | [ 動画 4 ]           | [ 33 ]               |
| 2019年3月25日              | ひかりのまち                     | 音楽配信             |                      | AZKi BLaCK                                       | [ 動画 5 ]           | [ 34 ]               |
| 2019年3月29日              | Starry Regrets                   | 音楽配信             |                      | AZKi WHiTE                                       | [ 動画 6 ]           | [ 35 ]               |
| 2019年4月30日              | Fake.Fake.Fake                   | 音楽配信             |                      | AZKi BLaCK                                       | [ 動画 7 ]           | [ 36 ]               |
| 2019年4月30日              | いのち                           | 音楽配信             |                      | AZKi WHiTE                                       | [ 動画 8 ]           | [ 37 ]               |
| 2019年5月31日              | シットデイズ                     | 音楽配信             |                      | AZKi BLaCK                                       | [ 動画 9 ]           | [ 39 ]               |
| 2019年6月30日              | さよならヒーロー                 | 音楽配信             |                      | AZKi BLaCK                                       | [ 動画 10 ]          | [ 40 ]               |
| 2019年6月30日              | from A to Z                      | 音楽配信             |                      | AZKi WHiTE                                       | [ 動画 11 ]          | [ 41 ]               |
| 2019年7月31日              | ERROR                            | 音楽配信             |                      | AZKi BLaCK                                       | [ 動画 12 ]          | [ 43 ]               |
| 2020年3月15日              | mirror                           | 音楽配信             |                      |                                                  | [ 動画 13 ]          | [ 47 ]               |
| 2020年3月20日              | 黒鉄の守り人                     | 音楽配信             |                      |                                                  | [ 動画 14 ]          | [ 49 ]               |
| 2020年3月31日              | Eternity Bright                  | 音楽配信             |                      |                                                  | [ 動画 15 ]          | [ 51 ]               |
| 2020年4月15日              | 光                               | 音楽配信             |                      |                                                  | [ 動画 16 ]          | [ 52 ]               |
| 2020年4月30日              | 猫ならばいける                   | 音楽配信             |                      |                                                  | [ 動画 17 ]          | [ 53 ]               |
| 2020年5月31日              | Intersection                     | 音楽配信             |                      |                                                  | [ 動画 18 ]          | [ 54 ]               |
| 2020年6月20日              | Take me to Heaven                | 音楽配信             |                      |                                                  | [ 動画 19 ]          | [ 55 ]               |
| 2020年7月10日              | 青い夢                           | 音楽配信             |                      |                                                  | [ 動画 20 ]          | [ 56 ]               |
| 2021年9月25日              | 最強×最弱ガール                  | 音楽配信             |                      |                                                  | [ 動画 21 ]          | [ 63 ]               |
| 2021年11月10日             | ナナワリエネミー                 | 音楽配信             |                      |                                                  | [ 動画 22 ]          | [ 64 ]               |
| 2021年12月12日             | 画面の中の君が好き               | 音楽配信             |                      |                                                  | [ 動画 23 ]          | [ 65 ]               |
| 2021年12月29日             | オーバーライト                   | 音楽配信             |                      |                                                  | [ 動画 24 ]          | [ 66 ]               |
| cover corp.                |                                  |                      |                      |                                                  |                      |                      |
| 2022年7月4日               | afterglow                        | 音楽配信             | CVRD-178             |                                                  | [ 動画 25 ]          | [ 68 ]               |
| 2022年8月6日               | petrichor                        | 音楽配信             | CVRD-190             |                                                  | [ 動画 26 ]          | [ 69 ]               |
| 2022年9月25日              | canopus                          | 音楽配信             | CVRD-217             |                                                  | [ 動画 27 ]          | [ 70 ]               |
| 2022年10月30日             | equal                            | 音楽配信             | CVRD-226             |                                                  | [ 動画 28 ]          | [ 71 ]               |
| 2023年06月08日             | 銀河と海路 feat. 小岩井ことり    | 音楽配信             | CVRD-294             |                                                  | [ 動画 29 ]          | [ 73 ]               |
| ビクターエンタテインメント |                                  |                      |                      |                                                  |                      |                      |
| 2023年7月2日               | エンドロールは終わらない         | 音楽配信             |                      |                                                  |                      | [ 76 ]               |
| 2023年9月28日              | トウキョウ・シャンディ・ランデヴ | 音楽配信             |                      | MAISONdesの楽曲をカバー                          |                      | [ 77 ]               |
| 2023年11月22日             | Sincerely                        | 音楽配信             |                      | TRUEの楽曲をカバー                               |                      | [ 80 ]               |
| 2024年3月20日              | 海の幽霊                         | 音楽配信             |                      | 米津玄師の楽曲をカバー                           |                      | [ 84 ]               |
| 2024年4月30日              | いのち(2024 ver.)                | 音楽配信             |                      |                                                  |                      | [ 86 ]               |
| 2024年5月29日              | ありがとう…                      | 音楽配信             |                      | KOKIAの楽曲をカバー                              |                      | [ 87 ]               |
| 2024年7月27日              | map in the cup                   | 音楽配信             |                      | アルバム「Route If」収録歌                       |                      | [ 89 ]               |
| 2024年10月30日             | 少年よ我に帰れ                   | 音楽配信             |                      | やくしまるえつこメトロオーケストラの楽曲をカバー |                      | [ 92 ]               |
| 2024年11月16日             | カゲロウノ調                     | 音楽配信             |                      |                                                  |                      | [ 93 ]               |
| 2024年12月25日             | 夢屑ケーキ                       | 音楽配信             |                      |                                                  |                      | [ 94 ]               |
| cover corp.                |                                  |                      |                      |                                                  |                      |                      |
| 2025年7月2日               | 未来カンパネラ                   | 音楽配信             | CVRD-587             | EP「Re:Start」収録歌                             |                      | [ 98 ]               |

#### EP
| 発売日                     | タイトル    | 規格         | 品番                                                  | オリコン最高位 | 備考                          | 出典          |
| cover corp.                | cover corp. | cover corp.  | cover corp.                                           | cover corp.    | cover corp.                   | cover corp.   |
| -------------------------- | ----------- | ------------ | ----------------------------------------------------- | -------------- | ----------------------------- | ------------- |
| 2022年11月15日             | Pages       | CD           | HOLOEC-013                                            |                | 「AZKi4周年記念グッズ」同梱EP | [ 72 ]        |
| ビクターエンタテインメント |             |              |                                                       |                |                               |               |
| 2023年10月4日              | 3枚目の地図 | CD・音楽配信 | 初回限定盤:VIZL-2235 通常盤:VICL-37708                | 7位            | メジャーデビューEP            | [ 78 ] [ 79 ] |
| cover corp.                |             |              |                                                       |                |                               |               |
| 2025年11月5日(予定)        | Re:Start    | CD・音楽配信 | 完全生産限定コンプリート盤:HOLOEC-049 通常盤:HOLO-019 |                |                               | [ 99 ]        |
| 2025年11月5日(予定)        | Re:Birth    | CD・音楽配信 | 完全生産限定コンプリート盤:HOLOEC-049 通常版:HOLO-020 |                |                               | [ 99 ]        |

#### アルバム
| 発売日                     | タイトル             | 規格                 | 品番                                   | オリコン最高位       | 出典                 |                      |
| イノナカミュージック       | イノナカミュージック | イノナカミュージック | イノナカミュージック                   | イノナカミュージック | イノナカミュージック | イノナカミュージック |
| -------------------------- | -------------------- | -------------------- | -------------------------------------- | -------------------- | -------------------- | -------------------- |
| 2019年11月12日             | without U            | CD・音楽配信         | Type A: QACW-3012・Type B: QACW-3013   | 49位                 | [ 45 ]               |                      |
| 2020年12月1日              | Re:Creating world    | CD・音楽配信         | INNK-0005                              | 14位                 | [ 58 ]               |                      |
| ビクターエンタテインメント |                      |                      |                                        |                      |                      |                      |
| 2024年7月24日              | Route If             | CD・音楽配信         | 初回限定版:VIZL-2341 通常版:VICL-65984 | 12位                 | [ 102 ] [ 88 ]       |                      |

#### 映像作品
| 発売日        | タイトル                                  | 品番                                 | オリコン最高位 | 出典           |
| ------------- | ----------------------------------------- | ------------------------------------ | -------------- | -------------- |
| 2025年6月25日 | AZKi Major Debut LiVE「声音エントロピー」 | 初回限定版:VIZL-2452 通常版:VIXL-494 | 8位            | [ 97 ] [ 104 ] |

### SorAZ
| 発売日         | タイトル               | 規格     | 品番            | 備考                           | 動画        | 出典    |
| -------------- | ---------------------- | -------- | --------------- | ------------------------------ | ----------- | ------- |
| 2020年9月22日  | 紅藍クロニクル         | 音楽配信 | TCJPR0000690064 |                                | [ 動画 30 ] | [ 105 ] |
| 2023年8月16日  | Scale the walls        | 音楽配信 |                 |                                | [ 動画 31 ] | [ 106 ] |
| 2024年2月29日  | 光るなら               | 音楽配信 |                 | Goose houseの楽曲をカバー      | [ 動画 32 ] | [ 107 ] |
| 2024年3月27日  | Storyteller            | 音楽配信 |                 | TRUEの楽曲をカバー             | [ 動画 33 ] | [ 108 ] |
| 2024年4月17日  | 六兆年と一夜物語       | 音楽配信 |                 | kemuの楽曲をカバー             | [ 動画 34 ] | [ 109 ] |
| 2024年6月13日  | ラムのラブソング       | 音楽配信 |                 | 松谷祐子の楽曲をカバー         | [ 動画 35 ] | [ 110 ] |
| 2024年6月26日  | マトリョシカ           | 音楽配信 |                 | ハチ（米津玄師）の楽曲をカバー | [ 動画 36 ] | [ 111 ] |
| 2024年8月8日   | Yeah! めっちゃホリディ | 音楽配信 |                 | 松浦亜弥の楽曲をカバー         | [ 動画 37 ] | [ 112 ] |
| 2024年11月27日 | 君の知らない物語       | 音楽配信 |                 | supercellの楽曲をカバー        | [ 動画 38 ] | [ 113 ] |

#### アルバム
| 発売日         | タイトル      | 規格         | 品番                                                                         | オリコン最高位 | 出典                    |
| -------------- | ------------- | ------------ | ---------------------------------------------------------------------------- | -------------- | ----------------------- |
| 2023年12月20日 | Futurity Step | CD・音楽配信 | VIZL-2267：初回限定ときのそら盤 VICL-2268：初回限定AZKi盤 VICL-65908：通常盤 | 13位           | [ 115 ] [ 116 ] [ 117 ] |

#### 映像作品
| 発売日        | タイトル                                | 品番                                                                       | オリコン最高位 | 出典            |
| ------------- | --------------------------------------- | -------------------------------------------------------------------------- | -------------- | --------------- |
| 2025年2月12日 | SorAZ Major Debut Live「First Gravity」 | VIZL-2402：初回限定ときのそら盤 VIZL-2403：初回限定AZKi盤 VIXL-471：通常盤 | 6位            | [ 119 ] [ 120 ] |

### hololive IDOL PROJECT

#### シングル
| 発売日        | タイトル                                            | 規格     | 品番     | 動画        | 出典    |
| ------------- | --------------------------------------------------- | -------- | -------- | ----------- | ------- |
| 2022年8月19日 | 飛んでK！ホロライブサマー                           | 音楽配信 | CVRD-199 | [ 動画 39 ] | [ 121 ] |
| 2022年8月22日 | ホロメン音頭                                        | 音楽配信 | CVRD-200 | [ 動画 40 ] | [ 122 ] |
| 2024年3月15日 | ホロライブ言えるかな？hololive SUPER EXPO 2024 ver. | 音楽配信 | CVRD-406 | [ 動画 41 ] | [ 123 ] |

#### EP
| 発売日       | タイトル                          | 規格         | 品番         | 出典    |
| ------------ | --------------------------------- | ------------ | ------------ | ------- |
| 2022年9月1日 | ホロライブ・サマー2022            | CD・音楽配信 | CVRD-208     | [ 124 ] |
| 2022年9月1日 | ホロライブ・サマー2022 0期生 ver. | CD           | SUMMER-CD-G0 | [ 124 ] |

### そのほかの参加作品

#### シングル
| 発売日         | タイトル                                 | 規格     | 品番     | 備考 | 出典    |
| -------------- | ---------------------------------------- | -------- | -------- | --- | ------- |
| 2020年11月25日 | FEEL ALiVE / キツネDJ feat. AZKi         | 音楽配信 |          | | [ 125 ] |
| 2021年10月16日 | The Last Frontier                        | 音楽配信 |          | 作詞・作曲は自身が担当 AZKi & 星街すいせい                                                                          | [ 126 ] |
| 2022年12月31日 | story time                               | 音楽配信 | CVRD-249 | Star Flower（星街すいせい, AZKi, Moona Hoshinova, IRyS） 『ホロライブ・オルタナティブ』 2ndティザーPVのテーマソング | [ 127 ] |
| 2023年12月4日  | 日々是流星 / イトイ feat. AZKi           | 音楽配信 |          | | [ 128 ] |
| 2024年7月27日  | The Last Frontier – 5th fes. Live ver. – | 音楽配信 | CVRD-449 | AZKi & 星街すいせい                                                                                                 | [ 129 ] |
| 2025年8月7日   | セカイの色彩                             | 音楽配信 | CVRD-603 | AZKi＆内田真礼 | [ 130 ] |

#### EP
| 発売日         | タイトル                      | 規格         | 品番                                | 備考                                                                      | 出典    |
| -------------- | ----------------------------- | ------------ | ----------------------------------- | ------------------------------------------------------------------------- | ------- |
| 2020年11月1日  | Shotgun Rose                  | CD           |                                     | Million stars for you Devil&Angel 世界は忘れていくだけだ （Shotgun Rose） |         |
| 2021年12月22日 | 恋の宅配便 / 瀬名航 feat.AZKi | CD・音楽配信 | 初回生産限定盤:RCNT-1 通常盤:RCNT-3 | 恋の宅配便 ひとくち、ちょうだい？ 大切なお知らせ （AZKi）                 | [ 131 ] |

#### アルバム
| 発売日         | タイトル                                   | 規格         | 品番                                   | 備考                                                                         | 出典            |
| -------------- | ------------------------------------------ | ------------ | -------------------------------------- | ---------------------------------------------------------------------------- | --------------- |
| 2019年6月23日  | VirtuaREAL.00                              | CD           | TCJPR0000526765                        | ハートビート（AZKi）                                                         | [ 132 ] [ 133 ] |
| 2019年10月27日 | VirtuaREAL.00 -Reverse-                    | CD           |                                        | ハートビート（AZKi）                                                         | [ 134 ] [ 133 ] |
| 2019年11月27日 | IMAGINATION vol.2                          | CD・音楽配信 | QECR-91002                             | fragile（AZKi） こいのうた（AZKi＆戌亥とこ） 帰りたくなったよ（All Artists） | [ 135 ] [ 136 ] |
| 2020年3月4日   | My Loving                                  | CD・音楽配信 | 初回限定盤:VIZL-1732 通常盤:VICL-65329 | 刹那ティックコード（SorAZ）                                                  | [ 137 ] [ 138 ] |
| 2020年05月24日 | VirtuaREAL MIX.01 mixed by DJ TAMU         | CD・音楽配信 | UP-00005                               | without U、さくらみこ・ときのそらとともに参加                                | [ 139 ] [ 140 ] |
| 2020年10月30日 | まいてつ Last Run!! VTuber Cover Selection | CD           |                                        | 明日へと（AZKi）                                                             | [ 141 ]         |
| 2020年12月07日 | ぽっぴんキッス                             | 音楽配信     | TCJPR0000714622                        | さくらみこ・宝鐘マリン・AZKi                                                 | [ 142 ]         |
| 2020年12月23日 | AKIBA-POP И SCRIPTER                       | CD           |                                        | 片道きゃっちぼーる（Love Cheat!）                                            | [ 143 ]         |
| 2021年1月29日  | サンドリヨン学園公式VocalSong              | CD           |                                        | キミだけのプリンセス（AZKi、尾丸ポルカ） 君がわらう時（AZKi）                | [ 144 ]         |
| 2021年10月26日 | 不可解弐Q1:RE-形を失った世界で僕らは-      | CD           |                                        | 未確認少女進行形（AZKi、花譜）                                               | [ 145 ] [ 146 ] |
| 2024年2月27日  | ほろはにヶ丘高校 -Covers-                  | CD・音楽配信 | HLP-10005                              |                                                                              | [ 147 ]         |

## 主な出演

### ライブ
- 「ホロライブオンステージ -でいどり～む-」（2019年10月6日、Veats Shibuya）[148]
- 「hololive 1st fes. ノンストップ・ストーリー」（2020年1月24日、豊洲PIT）[149]
- 「hololive 2nd fes. Beyond the Stage Supported By Bushiroad」STAGE1（2020年12月21日、ニコニコ生放送・SPWN）[150]
- 「hololive 3rd fes. Link Your Wish Supported By ヴァイスシュヴァルツ」Day1（2022年3月19日、幕張メッセ）[151]
- 「hololive 4th fes. Our Bright Parade Supported By Bushiroad」DAY1（2023年3月18日、幕張メッセ）[152]
- 「hololive 5th fes. Capture the Moment Supported By Bushiroad」DAY2（2024年3月17日、幕張メッセ）[153]
- 「hololive 6th fes. Color Rise Harmony」（2025年3月8日 - 3月9日、幕張メッセ）[154][155][156]
- 「Amane Kanata 1st Solo Live『LOCK ON』」(2025年8月13日、有明アリーナ) - ゲストとしての出演[157][158]

### アニメ
- 彗星のフロイライン（2022年3月、本人役[159]）

### ゲーム
- Tokyo 7th シスターズ（2022年3月、本人役[160]）

### ラジオ番組
- 洲崎綾のバババババーチャル（文化放送、2019年6月22日[161]、7月4日[162]、7月11日[163]、7月18日[164]）
- 飯田里穂の推し活推進部!（エフエム東京、2023年9月27日[165]、10月4日[166]）
- ぶいあーる!〜VTuberの音楽Radio〜（NHK-FM放送、2023年10月1日[167]、2024年2月4日、2月11日[168]）
- Hit Hit Hit!!!（FM NACK5、2023年11月24日[169]）

### インターネットラジオ
- すばるあずきみずしーの3コードミラクル（2020年4月 - 2021年3月、超!A&G+[170]）

### 映像商品
- 2021年（令和3年）
  - hololive 1st fes. 『ノンストップ・ストーリー』[171]
  - hololive 2nd fes. Beyond the Stage[172]
- 2022年（令和4年）
  - 花譜 Live Blu-ray「不可解弐REBUILDING Q1:RE-形を失った世界で僕らは-」[173]
  - Hoshimachi Suisei 1st Solo Live "STELLAR into the GALAXY"[174]
  - hololive 3rd fes. Link Your Wish[175]
- 2023年（令和5年）
  - hololive 4th fes. Our Bright Parade[176]
  - ホロライブ・サマー2023 3DLIVE Splash Party![177]
- 2024年（令和6年）
  - hololive 5th fes. Capture the Moment[178]

### 書籍
- ホロライブ学力診断 中学5教科（2024年7月25日、Gakken）[179]

### MV出演
- HIMEHINA『V』[180]

### そのほか
- YAHOO!カーナビ（2024年11月21日 - 2025年11月予定、LINEヤフー）[181]
- OTOTEN2025（2025年6月21日、22日）[182]